# Mr.Children 2005-2010＜macro＞
《Mr.Children 2005-2010 <macro>》，是日本樂團Mr.Children的主流出道20週年紀念精選輯，和《Mr.Children 2001-2005 <micro>》同時於2012年5月10日發行。收錄了Mr.Children從2005年至2010年所發行的金曲。

## 簡介
於1992年5月10日的出道迷你專輯《EVERYTHING》的發行20週年當日發售。日本未發行的《LAND IN ASIA》計算在內的第五張精選輯。
以初回限定盤與通常盤兩版本發行，初回限定盤與《Mr.Children 2001-2005 <micro>》的一樣附送收錄歌曲音樂錄像帶的DVD、貼紙、歌曲說明與歌詞本。
收錄自2005年的專輯《I ♥ U》起至2010年的專輯《SENSE》期間發行的所有單曲A面曲以及部分專輯曲。與《Mr.Children 2001-2005 <micro>》一樣收錄歌曲於發行前追加新的商業搭配，其中《GIFT》新成為資生堂「MAQuillAGE」的廣告歌。
封面的設計概念為「太陽」與「卵子」，有著與《Mr.Children 2001-2005 <micro>》封面中的精子結合從而孕育出新事物的意念。

## 商業成績
發行首週空降公信榜週榜第1位，並且在計算日數少一天的情況下達到73.2萬張的銷量。其後連續蟬聯三週冠軍位置，成為其首張連續三週獲得冠軍的專輯。
與同日發行的另一張精選輯《Mr.Children 2001-2005 <micro>》連續兩週佔據週榜第1・2位，成為首位兩次佔據週榜第1・2位超過一週的歌手。
發行第四週突破百萬銷量，成為其通算第13張達到百萬銷量的專輯。自生物股長的《生物百科圖鑑～團員精選～》於2011年以來相隔約1年5個月的百萬專輯，同時1990年代、2000年代、2010年代連續三個年代擁有百萬專輯為自井上陽水於1970年代、1980年代、1990年代連續三個年代擁有百萬專輯後史上第2組的歌手（樂隊・組合則為史上首組）。
與《Mr.Children 2001-2005 <micro>》連續五週打進週榜前5位，同歌手2作連續五週打進前5位為黃色魔術交響樂團的《SOLID STATE SURVIVOR》及《増殖》以來相隔約31年10個月，CD作品則為史上首次。
2012年度上半期銷量第1位的專輯，成為自《BOLERO》、《HOME》及《SUPERMARKET FANTASY》第四張獲得上半期第1位的專輯，打平了井上陽水男歌手獲得最多的紀錄。同時與《Mr.Children 2001-2005 <micro>》佔據上半期第1
・2位，同歌手同時佔據上半期第1位為井上陽水於1975年的《冰的世界》及《二色的獨樂》相隔37年以來再次達成。
2012年度年間銷量第1位的專輯，自《HOME》以來第2次獲得年間冠軍，並與《Mr.Children 2001-2005 <micro>》同時佔據年間第1・2位。同歌手同時佔據專輯年榜第1・2位為B'z1998年的《B'z The Best "Pleasure"》及《B'z The Best "Treasure"》以來相隔14年以來再次達成，並為井上陽水、B'z後第3組達成的歌手。

## 曲目
| CD       | CD             | CD    |
| 曲序     | 曲目           | 时长  |
| -------- | -------------- | ----- |
| 1.       | Worlds end     | 5:31  |
| 2.       | 我們的合鳴（） | 5:01  |
| 3.       | 箒星           | 5:11  |
| 4.       | 印記（）       | 7:10  |
| 5.       | Fake（）       | 4:54  |
| 6.       | 色彩（）       | 5:25  |
| 7.       | 啟程之歌（）   | 5:35  |
| 8.       | GIFT           | 5:49  |
| 9.       | HANABI         | 5:42  |
| 10.      | 花的香氣（）   | 5:12  |
| 11.      | 繪空（）       | 5:06  |
| 12.      | fanfare        | 6:17  |
| 13.      | 擬態           | 5:50  |
| 14.      | 365日          | 5:36  |
| 总时长： | 总时长：       | 78:19 |

| 初回限定盤DVD 「MUSIC VIDEOS」 | 初回限定盤DVD 「MUSIC VIDEOS」 |
| 曲序                           | 曲目                           |
| ------------------------------ | ------------------------------ |
| 1.                             | Worlds end                     |
| 2.                             | 箒星                           |
| 3.                             | 印記（）                       |
| 4.                             | Fake（）                       |
| 5.                             | 色彩（）                       |
| 6.                             | 啟程之歌（）                   |
| 7.                             | GIFT                           |
| 8.                             | HANABI                         |
| 9.                             | 花的香氣（）                   |
| 10.                            | 繪空（）                       |

## 外部連結
- 唱片介紹（页面存档备份，存于） Mr.Children官方網站